# ヴェイッコ・カンコネン
ヴェイッコ・カンコネン（Veikko Kankkonen、1940年1月5日 - ）は、フィンランド北部、オウル州カイヌー県ソトカモ出身の元スキージャンプ選手。1960年代に活躍した。

## プロフィール
1958/59シーズンのジャンプ週間でインスブルック大会2位となり注目される。
1962年のノルディックスキー世界選手権では70m級34位、90m級10位の成績を残した。
1963/64シーズンのジャンプ週間で総合優勝し、続くインスブルックオリンピックでは70m級金メダル、90m級銀メダルと大活躍した。
さらに同年のホルメンコーレンスキー大会でも優勝しホルメンコーレン・メダルを受賞した（エーロ・マンティランタ、ゲオルク・トーマ、ハルボル・ナースとの同時受賞）。
1965/66シーズンにジャンプ週間で2度目の総合優勝。
また、ラハティスキーゲームズでは1961年、1962年、1964年、1967年、1968年と5度の優勝を記録している。